# Roxxx
Roxxx – pierwszy solowy album poznańskiego wokalisty Bartosza Zawadzkiego. Album ukazał się 6 maja 2016 roku z nakładem wytwórni muzycznej Black Company.

## Lista utworów
1. W masce (3:44)
2. Nadejdzie taki dzień (gościnnie: Ola Wysocka) (3:14)
3. Głos (3:58)
4. Litera O (3:13)
5. Nie mówię nie (3:37)
6. Wychodzę (3:34)
7. Helios (gościnnie: Hans) (3:47)
8. Bez szans (3:36)
9. Jestem wrogiem (3:28)
10. Znienawidzisz (3:13)
11. Karą będzie lęk (gościnnie: Loop Trigger) (4:16)
12. Zupełnie sam (3:36)
13. W nieznane (3:39)

## Twórcy
- Bartosz "Chupa" Zawadzki – śpiew, produkcja
- Krzysztof "Kris" Wójtowicz – gitara
- Daniel "Dan" Witczak – gitara basowa, sample, mix
- Antoni "Antek" Cepel – perkusja
- Piotr Witkowski – mastering
- Sebastian Włodarczyk – produkcja, mix

Gościnnie
- Przemysław "Hans" Frencel – śpiew w utworze "Helios"
- Ola Wysocka – śpiew w utworze "nadejdzie taki dzień"
- Konrad "Konex" Szadkowski – gitara akustyczna w utworach: "Wychodzę", "Karą będzie lęk" oraz "W nieznane"
- Nadia Szymańska – chórki w utworze "Karą będzie lęk"
- Bartosz "Loop Trigger" Zboralski – wiolonczela w utworze "Karą będzie lęk"
- Wiktor "Klemens" Klemensiewicz – djemba w utworach: "Głos", "Bez szans" oraz "Karą będzie lęk"